# 佐藤佳成
佐藤 佳成（さとう よしなり、1987年6月7日 - ）は、神奈川県川崎市出身の元サッカー選手、現スポーツエージェント。現役時代のポジションはFW、MF。

## 来歴

### 選手時代
さぎぬまSC、川崎フロンターレU-15、U-18を経て（同期には木村祐志らがいる）、駒澤大学に進学した。大学卒業後、東北社会人サッカーリーグ1部のグルージャ盛岡に加入。2011年、左膝の前十字靭帯断裂の重傷を負い、リハビリに1年近くを要した。
2013年、モンテネグロリーグ2部のFKゾラに加入。この当時モンテネグロでプレーしていた日本人選手は他に石原卓、福井理人、加藤恒平、伊藤剛、山崎健太がいた。
2014年からはプレーの場をタイに移し、6月14日にリージョナルリーグ・ディビジョン2のサムットサコーンFCと契約。しかし、5日後の6月19日にペッチャブリーFCに期限付き移籍となり、シーズン終了までプレーした。
2015年1月、ホアヒン・シティFCに移籍。しかし、3月に足首を負傷して3ヶ月離脱してしまい契約解除となり、6月にプレー・ユナイテッドFCに完全移籍。
2016年1月、チュムポーンFCと契約。
2017年はタイ・リーグ4（4部）で前期はノンタブリーFC、後期はパトゥムターニー・ユニバーシティFCでプレーした。
2018年シーズンは右膝の怪我もあって無所属のまま過ごし、11月5日に引退を表明。

### 引退後
選手引退後も引き続きバンコクに在住しており、「GOAL Sports Agency」社のスタッフとしてタイ、カンボジア、モンゴルなどアジア各国のクラブとのプロ契約を目指す日本人選手を支援してきた。主なクライアントには嶺岸光、山崎健太らがいる。2020年4月に同社を退社してアドバイザーに就任した。
また、バンコクで個人参加型のフットサル・ソサイチクラブ「グッドモーニングFC」を運営している。
2017年から海外サッカーウェブマガジン「EQUALIZER」を運営している。

## 所属クラブ
- さぎぬまSC
- 2000年 - 2002年 川崎フロンターレU-15
- 2003年 - 2005年 川崎フロンターレU-18（駒澤大学高等学校）
- 2006年 - 2009年 駒澤大学
- 2010年 - 2012年  グルージャ盛岡
- 2013年  FK ZORA SPUZ
- 2014年6月-12月  サムットサコーンFC（英語版）
  - 2014年6月-12月  ペッチャブリーFC（英語版）（期限付き移籍）
- 2015年  ホアヒン・シティFC（英語版）
- 2015年  プレー・ユナイテッドFC
- 2016年  チュムポーンFC
- 2017年2月-6月  ノンタブリーFC（英語版）
- 2017年6月-12月  パトゥムターニー・ユニバーシティFC（英語版）

## 個人成績
| 国内大会個人成績 | 国内大会個人成績   | 国内大会個人成績 | 国内大会個人成績 | 国内大会個人成績 | 国内大会個人成績 | 国内大会個人成績 | 国内大会個人成績 | 国内大会個人成績 | 国内大会個人成績 | 国内大会個人成績 | 国内大会個人成績 |
| 年度             | クラブ             | 背番号           | リーグ           | リーグ戦         | リーグ戦         | リーグ杯         | リーグ杯         | オープン杯       | オープン杯       | 期間通算         | 期間通算         |
| 年度             | クラブ             | 背番号           | リーグ           | 出場             | 得点             | 出場             | 得点             | 出場             | 得点             | 出場             | 得点             |
| 日本             | 日本               | 日本             | 日本             | リーグ戦         | リーグ戦         | リーグ杯         | リーグ杯         | 天皇杯           | 天皇杯           | 期間通算         | 期間通算         |
| ---------------- | ------------------ | ---------------- | ---------------- | ---------------- | ---------------- | ---------------- | ---------------- | ---------------- | ---------------- | ---------------- | ---------------- |
| 2010             | G盛岡              | 9                | 東北1部          | 13               | 10               | -                | -                | 2                | 0                | 15               | 10               |
| 2011             | G盛岡              | 9                | 東北1部          | 11               | 8                | -                | -                | 1                | 0                | 12               | 8                |
| 2012             | G盛岡              | 27               | 東北1部          | 0                | 0                | -                | -                | 0                | 0                | 0                | 0                |
| モンテネグロ     | モンテネグロ       | モンテネグロ     | モンテネグロ     | リーグ戦         | リーグ戦         | リーグ杯         | リーグ杯         | ツルノゴルスキ杯 | ツルノゴルスキ杯 | 期間通算         | 期間通算         |
| 2013             | FK ZORA SPUZ       |                  | ドルガ・リーガ   |                  |                  |                  |                  |                  |                  |                  |                  |
| タイ             | タイ               | タイ             | タイ             | リーグ戦         | リーグ戦         | リーグ杯         | リーグ杯         | FA杯             | FA杯             | 期間通算         | 期間通算         |
| 2014             | サムットサコーンFC | 24               | Div2             |                  |                  |                  |                  |                  |                  |                  |                  |
| 通算             | 日本               | 日本             | 東北1部          | 24               | 18               | -                | -                | 3                | 0                | 27               | 18               |
| 通算             | モンテネグロ       | モンテネグロ     | ドルガ・リーガ   |                  |                  |                  |                  |                  |                  |                  |                  |
| 通算             | タイ               | タイ             | Div2             |                  |                  |                  |                  |                  |                  |                  |                  |
| 総通算           | 総通算             | 総通算           | 総通算           | 24               | 18               |                  |                  | 3                | 0                | 27               | 18               |